# Кирющенко Олексій Адольфович
Олексій Адольфович Кирющенко (рос. Алексей Адольфович Кирющенко; нар. 3 серпня 1964, Харків) — український та російський актор, кінорежисер, сценарист і продюсер. Співвласник компанії із продажу електроенергії «Ел-Енерго» та має частку у бізнесі із виробництва безпілотників.
Має українське громадянство

## Життєпис
Народився 3 серпня 1964 в Харкові. 1981 року, після закінчення школи у м.Павлограді Дніпропетровської області
вступив до Дніпропетровського театрального училища. Жив з матір'ю та братом-музикантом. У театральному училищі навчався у заслуженої працівниці культури Неллі Михайлівна Пінська. Училище не закінчив, поїхавши 1987-го, після третього курсу, до Москви.
У 1991-му Олексій закінчив акторсько-режисерське відділення Щукінського театрального училища. З 1991 по 2001 рр. працював актором театру ім. Вахтангова і режисером в Театра на Таганці, в Театрі ім. Рубена Симонова і театрі «Співдружність акторів Таганки».
З 2001 року був художнім керівником театру Комедії (Москва).
У 2004 році вийшов російський комедійний телесеріал «Моя прекрасна няня», який став дебютною режисерською роботою для Кирющенка.
З 2020 бере участь у формуванні концепції російськомовного телеканалу Дім/Дом для тимчасово окупованих територій на Сході України, створеного на основі UATV.
В 2021 році Олексій Кирющенко стає власником бізнесів з виробництва бпла в компаніях ТОВ "Калвер Технолоджіс" (5%) ТОВ "Калвер Авіейшн" (5%) ТОВ "Глефа"

## Творчість

### Постановки в театрі
- «Бумеранг»
- «Чонкін»
- «Панські забави»
- «Шулера»
- «Місце, схоже на Рай»
- «Школа наречених» (Національний Кишинівський театр)
- «Чеховські водевілі» (Театр Рубена Симонова)
- «Адам і Єва», «Казки вченого кота» (Театр Джигарханяна)
- «Ми потрапили в запендю», «Дурь», « Гравці» у театрі «Співдружність акторів Таганки»
- Оперне шоу на Красній площі до 200-річчя народження О. С. Пушкіна
- 10-й бал Олександра Малініна
- Наші друзі Человеки

### Актор
- 2000 — Будинок для багатих
- 2003 — Тоталізатор — епізод
- 2004 — Моя прекрасна няня — Роман
- 2006 — Хто в домі господар? — Валентин Мордашкін, модельєр
- 2007 — Пригоди солдата Івана Чонкіна — капітан Афанасій Петрович Миляга
- 2007 — Ліквідація — Марк
- 2007 — Моя прекрасна няня 2: Життя після весілля — Джон
- 2010 — Попелюшка з причепом — директор фірми (немає в титрах)
- 2010 — Сищик Самоваров — професор Кузнєцов
- 2011 — Байки Мітяя — пристав \ доктор
- 2011 — Бути чи не бути
- 2011 — Свати 5 — Кирило Анатолійович Долдонов (Кірюха)
- 2012 — Свати 6 — Кирило Анатолійович Долдонов (Кірюха)
- 2015 — Фарца — Валерій Павлович Германов, батько Кості, народний суддя, адвокат Андрія
- 2015 — Слуга народу — попередній Президент України
- 2019 — Папік — Режисер

### Режисер
- 2004 — Моя прекрасна няня
- 2008 —  Хто в домі господар?
- 2007 — Пригоди солдата Івана Чонкіна
- 2007 — Будинок шкереберть
- 2008 — Моя улюблена відьма
- 2009 — Сільська комедія
- 2010 — Попелюшка з причепом
- 2010 — Дурні. Дороги. гроші
- 2010 — Солдати. І офіцери
- 2010 — Сищик Самоваров
- 2011 — Домработница
- 2011 — Чоловік у мені
- 2012 — Байки Мітяя
- 2013 — Між нами, дівчатами
- 2014 — Шукаю дружину з дитиною
- 2015-2019 — Слуга народу (телесеріал)
- 2016 — Недотуркані (телесеріал; у спів-режисерстві з Кірілом Біном)
- 2016 — Слуга народу 2 (фільм)
- 2025 — раша гудбай

### Сценарист
- 2013 — Між нами, дівчатами
- 2014 — Шукаю дружину з дитиною
- 2015 — Слуга народу

### Продюсер
- 2013 — Між нами, дівчатами
- 2015 — Слуга народу

## Сім'я
Перша дружина — студентка дніпропетровського театрального училища Оксана Байдаченко, одружились у Москві, згодом розлучилися.
Двічі був одружений. Діти:
- Ганна Іванівна Кирющенко - 27 лютого 1988 роки (від актриси Оксани Байдаченко);
- Василь Олексійович Кирющенко - 30 квітня 1994 (від актриси Ірини Лосєвої) - військовослужбовець, головний ідеолог «Російського Добровольчого Корпусу».
- Даміана Олексіївна Кирющенко - 27 червня 2018 року.